# Шорфхайде (лесной массив)

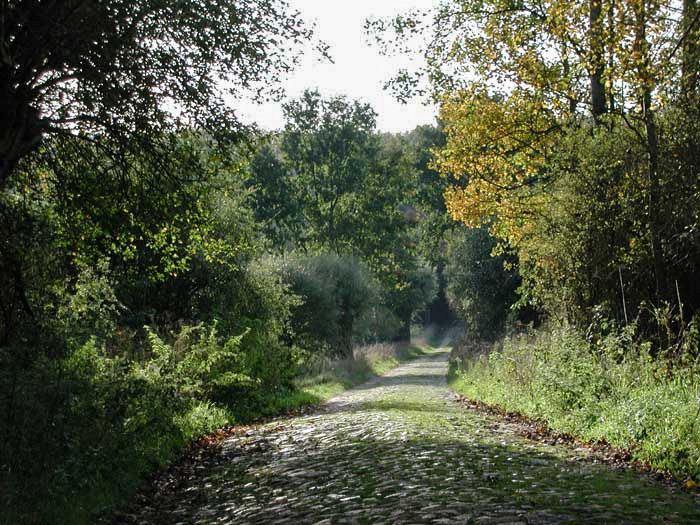
Древняя дорога в Шорфхайде

Шо́рфхайде (нем. Schorfheide) — лесной массив в земле Бранденбург в Германии в 65 км на северо-восток от Берлина. Часть лесов Шорфхайде внесена в Список объектов Всемирного наследия ЮНЕСКО. Ландшафт Шорфхайде сформировался в последний ледниковый период и примечателен чередованием лесных и луговых пейзажей и множеством разного размера озёр.
Название «Шорфхайде» (от Schorff Heyde, «Овечий луг») появилось в Средние века, когда сюда в дубовые леса крестьяне выводили на выпас овец. Впервые название Шорфхайде упоминается на лесной карте 1713 года. Позднее большая часть дубов была вырублена и пошла на изготовление пушечных лафетов, но в лесу постоянно производились новые посадки.
Во времена Третьего рейха в Шорфхайде размещалось лесное поместье Каринхалл главного имперского охотника Германа Геринга. В ГДР часть территории Шорфхайде была отведена под охотничьи угодья для руководства СЕПГ.
В Шорфхайде между Барнимом и Уккермарком находится основанный в 1990 году биосферный заповедник Шорфхайде-Корин, в который входят также закрытые для доступа заповедные территории. В 2011 году реликтовые буковые леса в Грумзинском лесничестве биосферного заповедника Шорфхайде-Корин, остатки обширных буковых лесов в Центральной Европе, наряду с девственными буковыми лесами Карпат были занесены в список всемирного наследия ЮНЕСКО.